# Elezioni comunali in Friuli-Venezia Giulia del 1993
Le elezioni comunali in Friuli-Venezia Giulia del 1993 si tennero il 6 giugno (con ballottaggio il 20 giugno) e il 21 novembre (con ballottaggio il 5 dicembre); furono le prime col nuovo sistema elettorale maggioritario e l’elezione diretta del sindaco.

## Elezioni del giugno 1993

### Provincia di Gorizia

#### Monfalcone
| Candidati                               | Candidati                | II turno                 | II turno                 | I turno | I turno | Liste                                         | Voti   | %     | Seggi |
| Candidati                               | Candidati                | Voti                     | %                        | Voti    | %       | Liste                                         | Voti   | %     | Seggi |
| --------------------------------------- | ------------------------ | ------------------------ | ------------------------ | ------- | ------- | --------------------------------------------- | ------ | ----- | ----- |
|                                         | Adriano Persi ✔️ Sindaco | 10 312                   | 61,72                    | 3 283   | 16,95   | Partito Democratico della Sinistra            | 3 109  | 17,36 | 8     |
|                                         | Cesare Calzolari         | 6 397                    | 38,28                    | 3 414   | 17,63   | Lista Civica                                  | 1 762  | 9,84  | 1     |
| Partito Socialista Democratico Italiano | Cesare Calzolari         | 6 397                    | 38,28                    | 3 414   | 17,63   | 980                                           | 5,47   | –     |       |
|                                         | Giorgio Fari             | Giorgio Fari             | Giorgio Fari             | 3 188   | 16,46   | Lega Lombarda                                 | 3 197  | 17,85 | 1     |
|                                         | Nelva Trovò in Mellinato | Nelva Trovò in Mellinato | Nelva Trovò in Mellinato | 2 803   | 14,47   | Democrazia Cristiana                          | 2 840  | 15,85 | 1     |
|                                         | Luigi Blasig             | Luigi Blasig             | Luigi Blasig             | 1 873   | 9,67    | Partito Socialista Italiano                   | 1 557  | 8,69  | –     |
|                                         | Corrado Altran           | Corrado Altran           | Corrado Altran           | 1 822   | 9,41    | Eterogenea                                    | 1 657  | 9,25  | 3     |
|                                         | Adriano Ritossa          | Adriano Ritossa          | Adriano Ritossa          | 1 776   | 9,17    | Movimento Sociale Italiano - Destra Nazionale | 1 630  | 9,10  | –     |
|                                         | Licia Rita Marsolin      | Licia Rita Marsolin      | Licia Rita Marsolin      | 1 208   | 6,24    | Rifondazione Comunista                        | 1 182  | 6,60  | –     |
| Totale                                  | Totale                   | 16 709                   | 100                      | 19 367  | 100     |                                               | 17 914 | 100   | 14    |
|                                         |                          |                          |                          |         |         |                                               |        |       |       |
| Fonte: Ministero dell'interno           |                          |                          |                          |         |         |                                               |        |       |       |

### Provincia di Pordenone

#### Cordenons
| Candidati                     | Candidati               | II turno          | II turno          | I turno | I turno | Liste                              | Voti  | %     | Seggi |
| Candidati                     | Candidati               | Voti              | %                 | Voti    | %       | Liste                              | Voti  | %     | Seggi |
| ----------------------------- | ----------------------- | ----------------- | ----------------- | ------- | ------- | ---------------------------------- | ----- | ----- | ----- |
|                               | Enzo Pajer ✔️ Sindaco   | 5 463             | 58,61             | 3 910   | 35,64   | Democrazia Cristiana               | 3 245 | 32,50 | 12    |
|                               | Giovanna Calvo Di Ronco | 3 858             | 41,39             | 2 762   | 25,18   | Partito Democratico della Sinistra | 1 007 | 10,08 | 1     |
| Rifondazione Comunista        | Giovanna Calvo Di Ronco | 3 858             | 41,39             | 2 762   | 25,18   | 672                                | 6,73  | 1     |       |
| Partito Socialista Italiano   | Giovanna Calvo Di Ronco | 3 858             | 41,39             | 2 762   | 25,18   | 434                                | 4,35  | –     |       |
| La Rete                       | Giovanna Calvo Di Ronco | 3 858             | 41,39             | 2 762   | 25,18   | 410                                | 4,11  | –     |       |
|                               | Mario Curtarelli        | Mario Curtarelli  | Mario Curtarelli  | 2 739   | 24,97   | Lega Lombarda                      | 2 743 | 27,47 | 3     |
|                               | Elio Quas               | Elio Quas         | Elio Quas         | 802     | 7,31    | Indipendente                       | 674   | 6,75  | –     |
|                               | Federico De Piero       | Federico De Piero | Federico De Piero | 758     | 6,91    | Lega Autonomia Friuli              | 801   | 8,02  | –     |
| Totale                        | Totale                  | 9 321             | 100               | 10 971  | 100     |                                    | 9 986 | 100   | 17    |
|                               |                         |                   |                   |         |         |                                    |       |       |       |
| Fonte: Ministero dell'interno |                         |                   |                   |         |         |                                    |       |       |       |

#### Pordenone
| Candidati                          | Candidati                 | II turno              | II turno              | I turno | I turno | Liste                                         | Voti   | %     | Seggi |
| Candidati                          | Candidati                 | Voti                  | %                     | Voti    | %       | Liste                                         | Voti   | %     | Seggi |
| ---------------------------------- | ------------------------- | --------------------- | --------------------- | ------- | ------- | --------------------------------------------- | ------ | ----- | ----- |
|                                    | Alfredo Pasini ✔️ Sindaco | 17 782                | 57,04                 | 7 977   | 23,19   | Lega Lombarda                                 | 7 479  | 24,90 | 24    |
|                                    | Maria Manzon              | 13 393                | 42,96                 | 11 587  | 33,68   | Sì per Pordenone                              | 5 539  | 18,44 | 4     |
| Partito Democratico della Sinistra | Maria Manzon              | 13 393                | 42,96                 | 11 587  | 33,68   | 2 061                                         | 6,86   | 1     |       |
| Unione Democratica (PSDI - FdV)    | Maria Manzon              | 13 393                | 42,96                 | 11 587  | 33,68   | 1 765                                         | 5,88   | 1     |       |
|                                    | Gastone Parigi            | Gastone Parigi        | Gastone Parigi        | 5 888   | 17,11   | Movimento Sociale Italiano - Destra Nazionale | 4 265  | 14,20 | 2     |
|                                    | Giuseppe Pezzot           | Giuseppe Pezzot       | Giuseppe Pezzot       | 5 730   | 16,66   | Democrazia Cristiana                          | 5 970  | 19,88 | –     |
|                                    | Dante Vivan               | Dante Vivan           | Dante Vivan           | 2 091   | 6,08    | Rifondazione Comunista                        | 1 859  | 6,19  | –     |
|                                    | Silvestro Silvestrini     | Silvestro Silvestrini | Silvestro Silvestrini | 1 131   | 3,29    | Lega Autonomia Friuli                         | 1 094  | 3,64  | –     |
| Totale                             | Totale                    | 31 175                | 100                   | 34 404  | 100     |                                               | 30 032 | 100   | 36    |
|                                    |                           |                       |                       |         |         |                                               |        |       |       |
| Fonte: Ministero dell'interno      |                           |                       |                       |         |         |                                               |        |       |       |

1. ↑  Lista sostenuta da Patto Segni, FdV, PRI, PLI e La Rete.[1]

## Elezioni del novembre 1993

### Provincia di Trieste

#### Trieste
| Candidati                          | Candidati                | II turno             | II turno           | I turno | I turno | Liste                        | Voti    | %     | Seggi |
| Candidati                          | Candidati                | Voti                 | %                  | Voti    | %       | Liste                        | Voti    | %     | Seggi |
| ---------------------------------- | ------------------------ | -------------------- | ------------------ | ------- | ------- | ---------------------------- | ------- | ----- | ----- |
|                                    | Riccardo Illy ✔️ Sindaco | 72 939               | 53,02              | 59 931  | 39,84   | Democrazia Cristiana         | 17 024  | 14,33 | 10    |
| Partito Democratico della Sinistra | Riccardo Illy ✔️ Sindaco | 72 939               | 53,02              | 59 931  | 39,84   | 12 375                       | 10,41   | 7     |       |
| Alleanza per Trieste               | Riccardo Illy ✔️ Sindaco | 72 939               | 53,02              | 59 931  | 39,84   | 12 094                       | 10,18   | 7     |       |
|                                    | Giulio Staffieri         | 64 622               | 46,98              | 47 892  | 31,84   | Lista per Trieste            | 15 284  | 12,86 | 3     |
| Alleanza Nazionale                 | Giulio Staffieri         | 64 622               | 46,98              | 47 892  | 31,84   | 15 199                       | 12,79   | 3     |       |
| Cristiani Popolari Trieste         | Giulio Staffieri         | 64 622               | 46,98              | 47 892  | 31,84   | 4 362                        | 3,67    | 1     |       |
| Pensionati Uomini Vivi             | Giulio Staffieri         | 64 622               | 46,98              | 47 892  | 31,84   | 2 884                        | 2,43    | –     |       |
| Seggio di coalizione               | Seggio di coalizione     | Seggio di coalizione | 46,98              | 47 892  | 31,84   | 1                            |         |       |       |
|                                    | Federica Seganti         | Federica Seganti     | Federica Seganti   | 33 607  | 22,34   | Lega Nord                    | 29 937  | 25,19 | 6     |
|                                    | Stojan Spetic            | Stojan Spetic        | Stojan Spetic      | 5 880   | 3,91    | Rifondazione Comunista       | 6 553   | 5,51  | –     |
|                                    | Giancarlo Lo Cuoco       | Giancarlo Lo Cuoco   | Giancarlo Lo Cuoco | 1 696   | 1,13    | Unione di Centro             | 1 749   | 1,47  | –     |
|                                    | Ladi Minin               | Ladi Minin           | Ladi Minin         | 1 409   | 0,94    | Unione Socialisti Europeisti | 1 379   | 1,16  | –     |
| Totale                             | Totale                   | 137 561              | 100                | 150 415 | 100     |                              | 118 840 | 100   | 38    |
|                                    |                          |                      |                    |         |         |                              |         |       |       |
| Fonte: Ministero dell'interno      |                          |                      |                    |         |         |                              |         |       |       |